# Weiße Frau

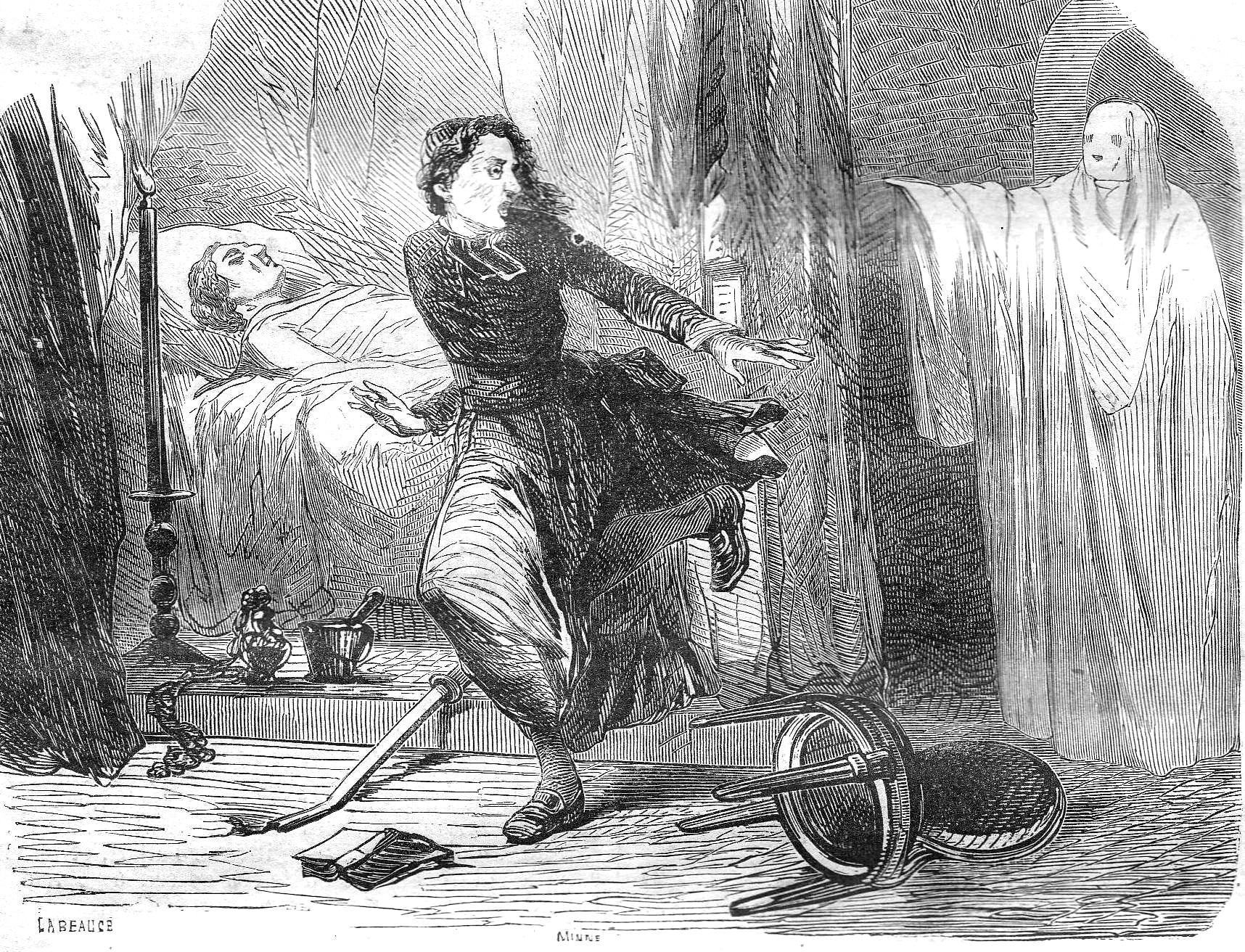
Erscheinung der Weißen Frau am Totenbett

Die Weiße Frau ist ein Gespenst, das in mehreren Schlössern europäischer Adelsfamilien gespukt haben soll.
Die ältesten Berichte über die Erscheinung stammen aus dem 15. Jahrhundert, die größte Verbreitung fand der Glaube an den Geist im 17. Jahrhundert. Obwohl Ähnlichkeiten zu anderen weiblichen Geistern des europäischen Volksglaubens – zum Beispiel der irischen und keltischen Banshee – bestehen, ist die weiße Frau ein Phänomen, das erst in der hochadligen Kultur der Frühen Neuzeit entstand und für diese typisch war. Die Wundergläubigkeit im Zeitalter der Gegenreformation ließ das Gespenst zu einem Standesattribut werden, das so wie Wappen und Abstammungssagen die Bedeutung des Geschlechts unterstreichen konnte. Besonders bekannt ist die Weiße Frau der Hohenzollern.
Häufig gilt die Weiße Frau als Geist eines weiblichen Vorfahren des betreffenden Geschlechts. Im Allgemeinen gilt sie, sofern man sie nicht herausfordert, nicht als böswillig oder gefährlich. Ihr Erscheinen verursacht dennoch häufig Schrecken, da es familiäre Katastrophen, insbesondere die Todesfälle von Familienmitgliedern, ankündigt. In solchen Fällen erscheint sie manchmal auch in schwarz gekleidet.
Die Sagen über die Weiße Frau werden bis heute als Folklore verbreitet und in modernen Medien verarbeitet.

## Die „Weiße Frau“ der Hohenzollern

### Plassenburg

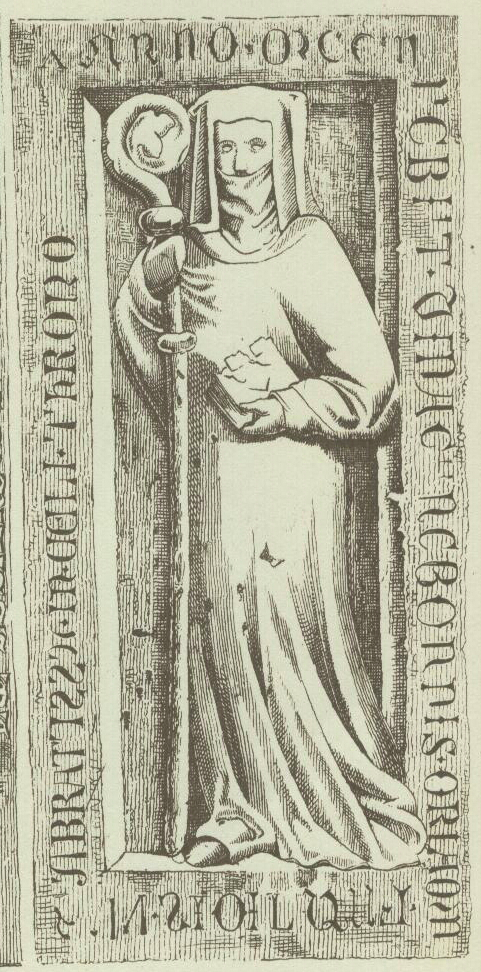
Grabstein der Kunigunde von Orlamünde in der St.-Laurentius-Kirche in Großgründlach

Die bekannteste Sage über die Weiße Frau hat ihren Ursprung auf der Plassenburg ob Kulmbach und ist mit der Familie Hohenzollern verknüpft. Burgherrin Kunigunde, Witwe des Grafen Otto von Orlamünde, hatte sich in Albrecht den Schönen, Sohn des Nürnberger Burggrafen Friedrich IV., verliebt. Dieser ließ verbreiten, er würde sie heiraten, wenn nicht vier Augen im Wege stünden. Damit waren seine Eltern gemeint, die eine solche Verbindung ablehnten. Kunigunde missverstand jedoch die Nachricht und bezog sie auf ihre zwei Kinder, ein Mädchen von zwei und einen Jungen von drei Jahren. Sie stach den Kindern mit einer Nadel in den Kopf und tötete sie.
In der gereimten Klosterchronik des Melkendorfer Pfarrers Johann Löer von 1559 findet sich folgende Schilderung:
Und dacht, die Kindlein, die ich hätt'

Werden gewiß die Augen sein,

die mich berauben des Buhlen mein!

Und wurd' das Weib so gar bethört,

Daß sie ihre eigen Kinder ermördt,

Und jämmerlich ihres Lebens beraubt,

Daß sie es mit Nadeln in ihr Haubt

Stach in ihre Hirnschall,

Die zart und weich überall.
Albrecht sagte sich daraufhin von ihr los. Kunigunde unternahm eine Pilgerfahrt nach Rom und erlangte vom Papst die Vergebung ihrer Sünde, mit der Auflage, ein Kloster zu stiften und dort einzutreten. Zur Buße rutschte sie auf den Knien von der Plassenburg in das Tal von Berneck und gründete das Kloster Himmelkron, in dem sie als Äbtissin starb. In einer lokalen Variante der Sage aus Himmelkron bestand das Kloster zur Zeit der Mordtat bereits und die beiden Kinder wurden darin begraben. Kunigunde erblickte, auf den Knien rutschend, auf einem Hügel zwischen Trebgast und Himmelkron das Kloster und starb dort vor Erschöpfung.
Julius von Minutoli findet diese Geschichte bei den Chronisten Kaspar Brusch, Enoch Widmann, Martin Hofmann, Lazarus Carl von Wölkern und Gotthilf Friedemann Löber im Wesentlichen übereinstimmend erzählt. Dennoch kann die Sage, jedenfalls was die Gräfin Kunigunde betrifft, keine historische Grundlage haben, da diese nachweislich kinderlos starb.
Auch habe der Hofadel die Weiße Frau im Jahr 1486 auf der Plassenburg erscheinen lassen, um den „Odela“ (möglicherweise Markgraf Albrecht Achilles) zum Umzug nach Neustadt an der Aisch zu bewegen.
Jedenfalls trat die Weiße Frau auf der Plassenburg erstmals in Erscheinung, um fortan den Hohenzollern kommende Todesfälle und anderes bevorstehendes Unglück anzuzeigen – eine zwar bedenkliche, normalerweise aber nicht gewalttätige Erscheinung. Anders soll sie sich der Sage nach allerdings verhalten haben, als der Markgraf Georg Friedrich I., auch er ein Hohenzoller, die Plassenburg nach deren Zerstörung 1554 im Zweiten Markgrafenkrieg und anschließendem Wiederaufbau in Besitz nehmen wollte. Da ließ die Weiße Frau sich so weit gehen, mit Ketten zu rasseln, umherzutoben, Hoffräuleins zu erschrecken und schließlich den Koch und Fourier des Markgrafen zu erwürgen, was letzteren veranlasste, die Plassenburg zu verlassen.
Markgraf Christian Ernst führte 1701 Untersuchungen im Kloster Himmelkron durch. Das Grab der Äbtissin Ottilia Schenk von Siemau wurde als vermeintliche Begräbnisstätte der beiden getöteten Kinder geöffnet, erst später wurde die Inschrift des Grabmals korrekt entziffert. Auch die Grabtumba des Orlamünder Grafen Otto III. stand im Verdacht, neben dem Grafen auch die beiden Kinder zu enthalten.
Die historische Kritik versuchte bereits seit dem 17. Jahrhundert, die reale Person ausfindig zu machen, die als Vorbild für die Sagenerscheinung diente. Neben Kunigunde von Orlamünde wurden vor allem zwei Persönlichkeiten diskutiert: die unglückliche Witwe Bertha von Rosenberg aus Böhmen, deren historische Person von heidnischen Überlieferungen von der Perchta überlagert wurde, und die ungarische Prinzessin Kunigunde, die erst mit König Ottokar II. Přemysl von Böhmen und danach mit einem Herren von Rosenberg verheiratet war.

### Berliner Stadtschloss

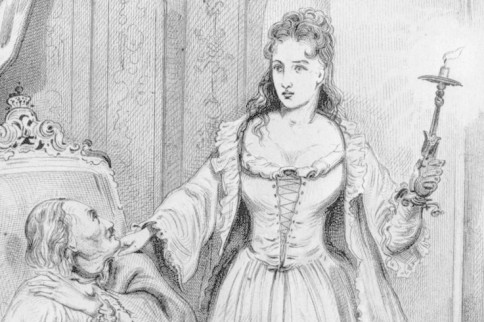
Die Weiße Frau erscheint Friedrich I. 1713.

Im Berliner Stadtschloss wurde sie erstmals am 1. Januar 1598 erblickt. Dort soll sie Johann Georg, dem hohenzollerischen Kurfürsten der Mark Brandenburg, acht Tage vor dessen Tod erschienen sein. In diesem Fall sah man in dem Gespenst den Geist der 1575 im Juliusturm der Zitadelle Spandau verstorbenen Anna Sydow, der Mätresse von Joachim II., dem Vater des Kurfürsten, die Johann Georg entgegen seinem beurkundeten Versprechen enteignen und gefangen setzen hatte lassen.
Im Berliner Stadtschloss erschien die Weiße Frau auch weiterhin öfter: 1619 soll sie dort vor dem Tod von Johann Sigismund erschienen sein. 1651 meldeten die Frankfurter Relationen:

„Es ließ sich auch der Zeit zu Berlin die Weiße Frau (welches ein Spectrum oder Gespenst, so sich vor Absterben jemans aus dem Kurhaus Brandenburg allezeit sehen lässet und jedesmal gewiss einen Toten aus gedachtem Haus ankündiget) gar oft, auch bei hellem Tag, auf dem kurfürstlichen Begräbnis, auf dem Altar und an anderen Orten des Schlosses wieder sehen, weswegen man daselbst sehr erschrocken und zwar um so viel mehr, weil der einzige Erbe des Kurfürsten, Prinz Wilhelm Heinrich, 1½jährig vor einem Jahr gestorben und die kurfürstliche Gemahlin annoch nicht wieder schwanger war.“

1660 soll sie vor dem Tod von Elisabeth Charlotte, der Mutter des Großen Kurfürsten, gesehen worden sein. Auch Luise Henriette von Oranien soll sie erschienen sein und vor dem Tod des Großen Kurfürsten 1688 dem Hofprediger Anton Brusenius. Unter dem Großen Kurfürsten soll nach einem Bericht des Historikers Karl Eduard Vehse die Weiße Frau auch einmal recht herzhaft angegangen worden sein. Konrad von Burgsdorff, ein Vertrauter des Kurfürsten und ein kaltblütiger Mann, habe eines Abends, nachdem er seinen Herrn zu Bett gebracht hatte und eine kleine Stiege zum Garten hinab gehen wollte, die Weiße Frau plötzlich auf den Stufen vor sich gesehen. Als er den ersten Schreck überwunden hatte, rief er die Gestalt an: „Du alte sakramentische Hure, hast du noch nicht genug Fürstenblut gesoffen, willst du noch mehr haben?“ Über diese despektierliche Anrede offenbar verärgert, packte ihn darauf die Weiße Frau am Kragen und warf ihn die Treppe hinunter, dass ihm die Knochen krachten. Der Zugriff auf die Weiße Frau blieb aber nicht immer erfolglos: Laut Vehse wurde sie unter Friedrich Wilhelm I. zweimal arretiert. Das eine Mal war es ein Küchenjunge, der dafür im Kleid der Weißen Frau ausgepeitscht wurde, das andere Mal ein Soldat.
Weitere Erscheinungen erfolgten vor dem Tod von Friedrich I. 1713 und dem von Friedrich Wilhelm II. 1797. Als im Winter 1839/40 der Gesundheitszustand von Friedrich Wilhelm III. bereits sehr bedenklich wurde, berichtete die Hofdame Caroline von der Marwitz:

„Man fing auch in diesem Winter an, von der Erscheinung der ‚Weißen Frau‘ zu sprechen. Es blieb zwar nur ein Gerücht, und niemand wollte eingestehen, Näheres davon zu wissen. Ich erinnere mich aber sehr wohl, dass Gräfin Haacke, Hofdame der Kronprinzessin, eines Abends, als sie vom Souper nach ihren Zimmern zurückkehrte und eine Treppe hinabging, am Ende derselben eine Schildwache scheinbar eingeschlafen fand, das Gewehr neben sich liegend. Nähertretend fand sich, dass der junge, kräftige Soldat ohnmächtig war. Der Lakai stand ihm bei; erwachend sah er sich scheu um und versicherte, er habe etwas Schreckliches gesehen: eine Frau in weißen Schleiern und furchtbar. Es wurde nicht allgemein bekannt; man sprach zwar leise, aber viel davon. Auch Fräulein von Block behauptete, etwas Unheimliches gesehen zu haben, und jedes Gerücht der Art, jede Änderung in den Gewohnheiten des Monarchen erhöhten die allgemeine Spannung.“

Schließlich erschien sie auch – vielleicht etwas voreilig – vor dem ganz erfolglosen Attentat des Heinrich Ludwig Tschech auf Friedrich Wilhelm IV. 1844. Bei dieser Gelegenheit soll sie händeringend zur Nachtzeit im Schweizersaal des Stadtschlosses erschienen sein. Sie erschien auch 1888 vor dem Tod von Friedrich III. Sogar, als statt der Hohenzollern die Nationalsozialisten Hausherren im Berliner Schloss waren, soll sie in der Nacht zum 26. Mai 1940 noch einmal erschienen sein.

### Heidecksburg
In der Heidecksburg bei Rudolstadt (Thüringen) soll die Weiße Frau dem Prinzen Louis Ferdinand von Preußen, auch er ein Hohenzoller, im Grünen Salon erschienen sein, wie sein Adjutant Karl von Nostitz-Jänkendorf berichtet. Am nächsten Tag, dem 10. Oktober 1806, fiel der Prinz in dem Gefecht bei Saalfeld.

### Bayreuth

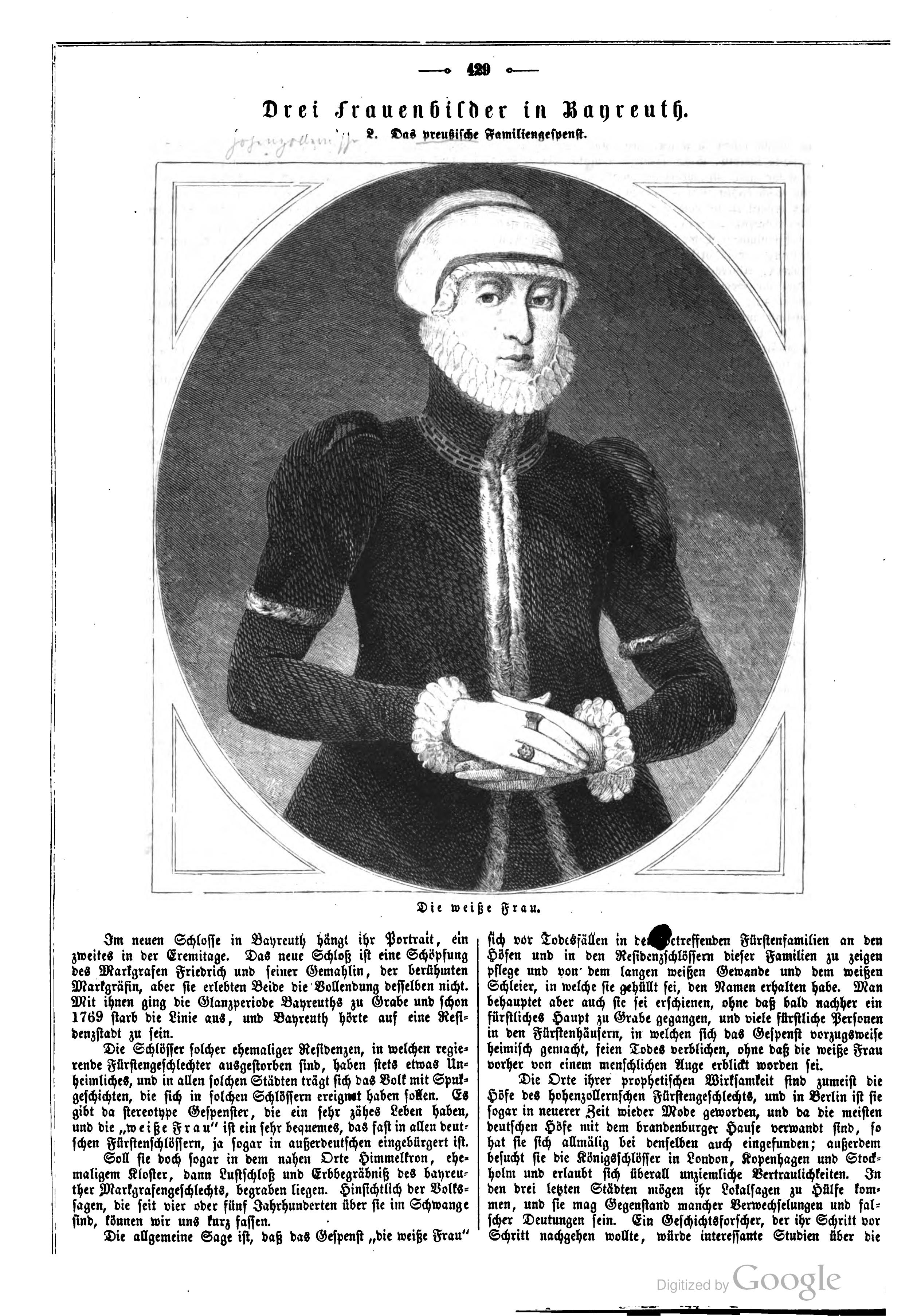
Porträt der Weißen Frau (In: Die Gartenlaube, 1856)

Sie trat auch in anderen Schlössern des preußischen Königshauses Hohenzollern und seiner Nebenlinien auf, so in Ansbach und Bayreuth. Während sie den Mitgliedern der diversen Hohenzollern-Linien zwar stets eine ominöse, jedoch keine direkt drohende Erscheinung war, verhielt sich dies bei landfremden Eindringlingen offenbar anders: So soll sie im Frühjahr 1809 dem französischen General Jean Louis Brigitte Espagne im Bayreuther Neuen Schloss erschienen sein und gedroht haben, ihn zu erwürgen. Wenige Tage darauf fiel der General in der Schlacht bei Aspern. Auch Napoleon Bonaparte soll, als er am 14. Mai 1812 dort übernachtete, durch sie eine ungemütliche Nacht erlebt haben. In Fontanes Effi Briest wird ein dort befindliches Porträt erwähnt:

„Es ist dies ein stark nachgedunkeltes Frauenporträt, kleiner Kopf, mit herben, etwas unheimlichen Gesichtszügen und einer Halskrause, die den Kopf zu tragen scheint. Einige meinen, es sei eine alte Markgräfin aus dem Ende des fünfzehnten Jahrhunderts, andere sind der Ansicht, es sei die Gräfin von Orlamünde; darin aber sind beide einig, dass es das Bildnis der Dame sei, die seither in der Geschichte der Hohenzollern unter dem Namen der ‚Weißen Frau‘ eine gewisse Berühmtheit erlangt hat.“

Der Vorfall mit Napoleon wird dann folgendermaßen dargestellt:

„Es heißt, dass, als Napoleon hier übernachtete, die ‚Weiße Frau‘ aus dem Rahmen [des Porträts] herausgetreten und auf sein Bett zugeschritten sei. Der Kaiser, entsetzt auffahrend, habe nach seinem Adjutanten gerufen und bis an sein Lebensende mit Entrüstung von diesem ‹ maudit château › (‚verdammtes Schloss‘) gesprochen.“

Auch Fontane erwähnt schon, dass das betreffende Porträt an einer Tapetentür hing, hinter der sich eine vom Souterrain her hinaufführende Treppe befand.
Die auf der Burg Lauenstein „wohnhafte“ Weiße Frau wurde vom damaligen Eigentümer Anfang des 20. Jahrhunderts von der Plassenburg importiert, da sie wie letztere einst im Besitz der gleichen Familien Orlamünde und Hohenzollern gewesen war – ein frühes Beispiel für die Vermarktung eines bekannten Gespenstes.
Über eine weitere Weiße Frau wird von der Burg Hohenzollern berichtet. Als die Burg belagert wurde, soll sie unbehelligt nachts das Lager der Belagerer durchschritten haben. Sie ist nicht identisch mit der oben genannten Weißen Frau von der Plassenburg.

## Weitere Erscheinungen
Neben der Weißen Frau der Hohenzollern, die im Lauf der Jahrhunderte in den verschiedenen Sitzen und Schlössern der Familie erschien, gibt es Sagen über eine gespenstische Weiße Frau in zahlreichen weiteren Schlössern und Burgen Europas.

### Deutschland
Auf dem Gothaer Schloss Friedenstein soll jedes Mal, wenn dem Herzogshaus ein Unglück oder ein Todesfall bevorstand, der Geist der verstorbenen Herzogin Dorothea Maria von Anhalt, Mutter des Schlosserbauers Ernst I. von Sachsen-Gotha-Altenburg, aus der Gruft unter der Schlosskirche emporgestiegen und nächtens wehklagend durch die Räume der Residenz gewandelt sein. Dabei konnte sie jedoch nur von denjenigen gesehen werden, die das kommende Unglück direkt betraf.
In Schloss Kossenblatt soll Eleonore von Dönhoff als Weiße Frau herumspuken.
Hinter der Weißen Frau, die im Düsseldorfer Schloss spuken soll, von dem heute nur noch der Schlossturm steht, verbirgt sich die Erinnerung an Jakobe von Baden, die ebendort am 3. September 1597 ermordet aufgefunden wurde.
Um die Starkenburg in Heppenheim soll ebenfalls eine Weiße Frau geistern, die aus Trauer um ihren bei der Verteidigung der Burg gefallenen Gemahl noch heute jammernd und wehklagend durch die Umgebung der Burg streift. Sie erscheint angeblich meist kurz nach Sonnenaufgang als weiße, nebelhafte Gestalt.

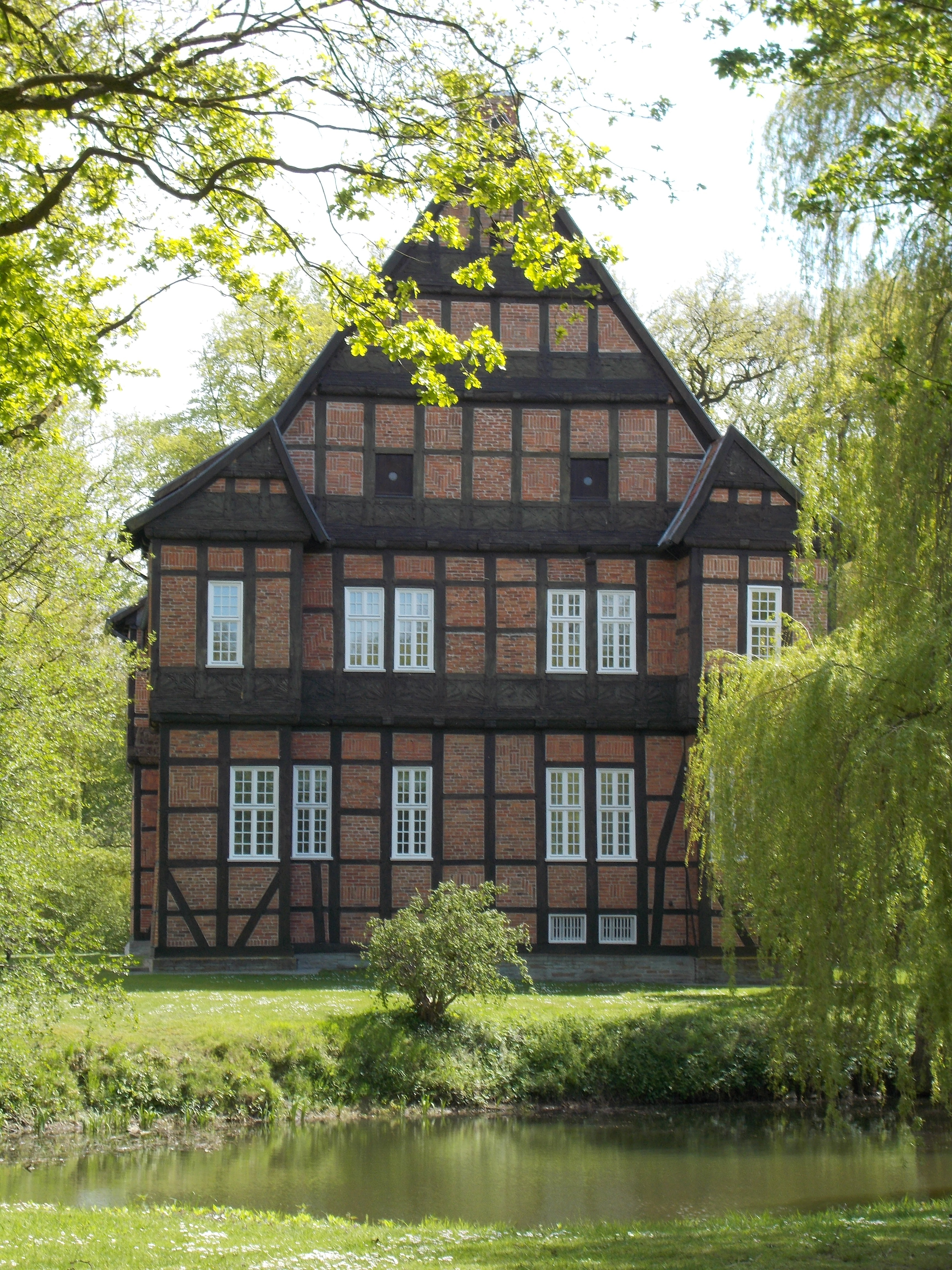
Haus Aussel bei Batenhorst

Überliefert ist auch eine neuzeitliche Sage der Weißen Frau, die in der Burg Wolfsegg in der Oberpfalz umgehen soll. Es gibt Vermutungen, dass es sich dabei um die Frau des Burgherrn Ulrich von Laaber, Klara von Helfenstein, handelt, die dieser töten ließ, nachdem sie sich auf eine Liebschaft mit einem anderen Mann eingelassen hatte. Diese Mutmaßung entbehrt aber jeglicher Grundlagen, da die historische Klara ihren Mann um mehrere Jahre überlebt hat.
Bezüglich Haus Aussel in Batenhorst – einem Stadtteil von Rheda-Wiedenbrück im Kreis Gütersloh – existiert auch eine Legende von einer weißen Frau. Sie soll die Ehefrau des Gutsbesitzers gewesen sein, die dort im Keller eingemauert worden sein soll, nachdem ihr Ehemann nach längerer Abwesenheit im Krieg sie mit einem Liebhaber ertappt hatte. Sie soll dort verhungert sein, da ihr Ehemann nach erneuter Teilnahme an einem Kriegszug nicht zurückkehrte. Eine historische Grundlage konnte nicht nachgewiesen werden, denn in besagtem Keller wurden bei Renovierungsarbeiten keine menschlichen Überreste gefunden.
Hinzu kommt die „Weiße Dame“ von Schloss Varenholz in Kalletal, Kreis Lippe.
Außerdem soll sie in Burg Bentheim als „de witte Jüffer“, in der Burg Rötteln, Cleve, Coburg, Halle (Saale), Darmstadt, Tonndorf (Thüringen), Altenburg, Füchtorf im Schloss Harkotten, Leuchtenberg, Schloss Neuenburg (Freyburg), Ludwigsburg, Burg Hohensolms, Schloss Eberstadt (Buchen), Burg Krems, Trier, Böddeken nahe Paderborn, auf dem Duburgareal von Flensburg, am Schloss Hackhausen, im Bereich der Kirchenruine vom Uhlberg in der Nähe vom Altmühltal und noch anderswo gesehen worden sein. Auch nahe der Hubertuskapelle im Ebersberger Forst östlich von München soll eine weiße Frau umgehen.

### Estland
Um die Kathedrale von Haapsalu rankt sich die Legende der Weißen Dame von Haapsalu. Danach soll in den Vollmond-Nächten im August das Bild einer Weißen Frau an den Innenwänden einer bestimmten Kapelle zu sehen sein. Die Geschichte fußt auf folgender Volkslegende:
Während der Herrschaft des Bischofs von Ösel-Wiek war jeder Kanoniker zu einem keuschen und tugendhaften Leben verpflichtet. Frauen war der Zutritt zur Bischofsburg bei Todesstrafe verboten. Nach der Legende soll ein Geistlicher des Bischofssitzes in ein estnisches Mädchen verliebt gewesen sein, das er heimlich in die Bischofsburg schmuggelte. Sie verkleidete sich dort als Chorknabe und lebte lange Zeit mit ihrem Geliebten zusammen. Bei einem Besuch des Bischofs kam allerdings das wahre Geschlecht des „Knaben“ ans Licht. Der Kanoniker musste zur Strafe im Gefängnis verhungern. Das Mädchen wurde lebendig in die Wände der Kapelle eingemauert. Ihr ließen die Maurer ein Stück Brot und einen Krug Wasser. Eine Zeitlang waren die Hilfeschreie des Mädchens noch zu hören, bevor sie verstummten. Aber ihre Seele findet keine Ruhe und so erscheint sie seit Jahrhunderten jährlich am mittleren Fenster der Kirchenkapelle, um ihren Geliebten zu betrauern – als Symbol für die Unsterblichkeit der Liebe.
Das Musikfestival „Zeit der Weißen Dame“ (Valge Daami Aeg) wird jedes Jahr im August bei Vollmond in der Burg abgehalten.

### Slowakei

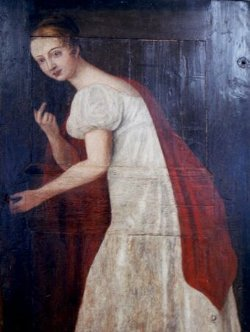
Die Weiße Frau von Levoča: Julianna Géczy öffnet den Feinden den Zugang zur Stadt, Gemälde im Rathaus von Levoča

Julianna Korponay-Géczy (1680–1714) soll bis heute als Weiße Frau an der Stadtmauer bzw. im Rathaus von Levoča spuken. Die verheiratete ungarische Adelige war der Sage nach verliebt in den Kommandeur der kaiserlichen Truppen, welche die mit den aufständischen Kuruzen verbündete Stadt seit 1709 belagerten. Aus Liebe zu ihm öffnete Julianna am 13. Februar 1710 einen Durchlass in der Stadtmauer und gewährte den Feinden Einlass. Ihr Liebhaber dankte ihr den Verrat an ihrer Heimatstadt jedoch nicht: Am 25. September 1714 wurde Julianna auf kaiserlichen Befehl in Győr enthauptet. Die Weiße Frau von Levoča ist die mit Abstand bekannteste Überlieferung um Weiße Frauen im slowakischen Sagenschatz.
Auch für die Altstadt von Bratislava und das Schloss Bojnice sind Sagen um Weiße Frauen überliefert.

### Österreich
In Österreich ist die bekannteste Sage die Weiße Frau von Bernstein, einer Burg nahe der ungarischen Grenze. Zur Zeit der Türkenkriege habe der aus den Kämpfen zurückgekehrte Burggraf seine untreue Ehefrau einmauern lassen und den Liebhaber erdolcht. Ihr Totengeist erschien ihm in einer stürmischen Herbstnacht direkt vor seinem Tod und soll seither öfter winkend über die Treppen zur Kapelle schweben, um dort zu beten. Zuletzt sei die weiß verschleierte Gestalt 1912 beim Fackelzug des Feuerwehrfestes erschienen sowie beim Kriegsausbruch 1914.

### Polen
Im Schloss Stettin (damals Herzogtum Pommern) will man die Erscheinung der 1620 als Hexe hingerichteten Jungfrau Sidonia von Borcke aus dem Fräuleinstift Marienfließ gesehen haben.

### Schweiz

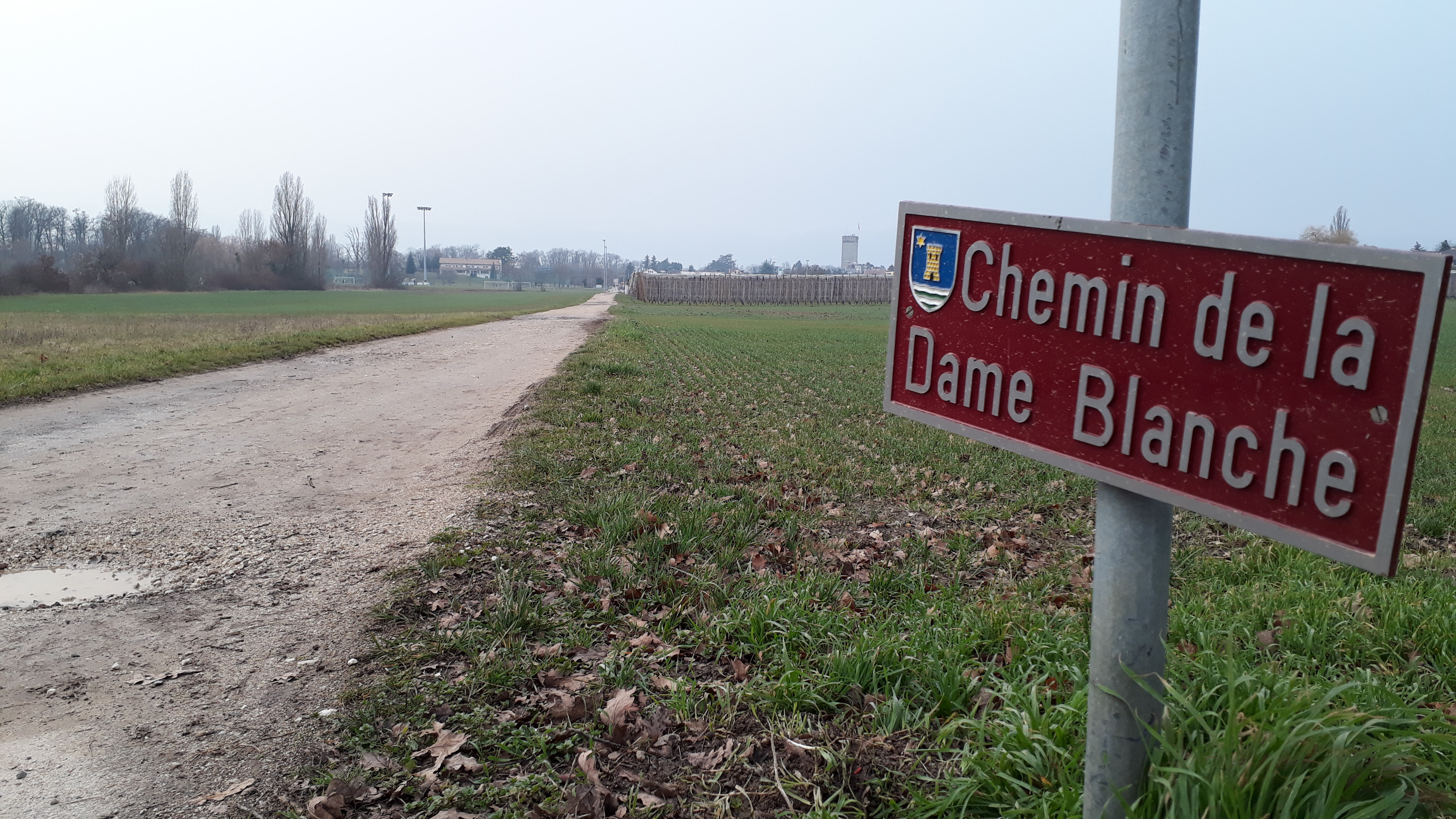
Die Ruinen sind links hinter den Bäumen

In der Westschweiz rankt sich die Legende von La Dame Blanche um die Ruine Rouelbeau. Die Burg in der heutigen Gemeinde Meinier des Kantons Genf wurde 1318 unter der Leitung des Ritters Humbert de Choulex erbaut, der seine erste Frau der Überlieferung nach verstieß, nachdem sie ihm keinen Sohn gebar. Der Sage zufolge spukt La Dame Blanche seither durch das Gebiet um die Burg. Ihr Geist wurde für das Verschwinden von Menschen und unerklärliche Todesfälle verantwortlich gemacht. Unklar ist, ob sie vor allem in Nächten mit Neumond oder Vollmond erscheinen soll. Unstrittig ist indes, dass Heiligabend als wichtigster Zeitpunkt des Auftretens dieser weißen Dame gilt, die laut der gängigen Fassung von 1870 wunderschön ist und ein Diadem trägt. In manch einer Weihnachtsnacht ist angeblich gar die ganze Burg samt ihrer ehemaligen Bewohner in alter Pracht wiederauferstanden. Es heißt, dass das Gespenst in einem Einzelfall zu Beginn des 19. Jahrhunderts einen armen Halbwaisen mit einem Schatz aus Gold und Silber belohnte. Ein Feldweg neben den Ruinen trägt den Namen Chemin de la Dame Blanche.
Hinzu kommen Erscheinungen
- in ländlichen Sagen aus der Urschweiz, z. B. aus Uri und Luzern
- sowie moderne Straßengespenster wie die „Weiße Frau vom Belchentunnel“ und (laut der Zeitschrift Schweizer Volkskunde) im Toggenburger Tal.

### Tschechien
- Neuhaus in Böhmen[29]

### Frankreich
Auch in Frankreich gibt es zahlreiche Burgen und Schlösser mit weißgewandeten Frauenerscheinungen, die in Frankreich unter dem Namen Dame blanche bekannt sind:
- Château de Arlempdes, Haute-Loire
- La Boursidière, Hauts-de-Seine
- Schloss Fougères-sur-Bièvre, Loir-et-Cher
- Château de Frœningen, Haut-Rhin
- Burgruine Hohenbourg, Bas-Rhin
- Burg Landreville, Ardennes
- Kloster Mortemer, Eure
- Burg Pouancé, Maine-et-Loire
- Burg Puilaurens, Aude
- Schloss Puymartin, Dordogne
- Château de Trécesson, Morbihan

### Großbritannien
In Großbritannien ist die Entsprechung der Weißen Frau die White Lady. Sie erscheint zwar auch oft in aristokratischem Umfeld, durchaus häufig aber auch in bürgerlichem Kontext, vor allem im Grenzbereich von Sage und urbaner Legende. Einige Beispiele dieser White Ladies sind:
- White Lady von Castle Huntly bei Dundee in Schottland, der Geist eines Opfers unstandesgemäßer Liebe
- White Lady von Samlesbury Hall bei Preston: Lady Dorothy Southworth, ebenfalls ein Opfer unglücklicher Liebe, wurde zusammen mit ihrem Geliebten von dessen Bruder ermordet.[30]
- Auf dem Friedhof von Darwen in Lancashire befindet sich ein White Lady genanntes Grabmal, das offenbar zum Kondensationspunkt einer mit Vergewaltigung und Kindstod angereicherten urbanen Legende wurde. Tatsächlich ist es das inzwischen restaurierte und seinen Namen dadurch wieder Ehre machende Grabmal von Martha Jane Bury (1850–1913), einer Kämpferin für die Rechte der Arbeiterfrauen.[31]
- White Lady von Berry Pomeroy Castle, in der Nähe von Totnes/Devon gelegen; sie soll eine Dame namens Matilda (auch Margaret genannt) aus der Familie der Pomeroy sein, die von ihrer älteren Schwester aus Eifersucht gefangengesetzt und zu Tode gehungert wurde. Sie soll hauptsächlich im Bereich des Margaretenturmes erscheinen. Die Burg von Berry Pomeroy hat den Ruf der „most haunted castle of England“, da dort noch zahlreiche weitere Geister umgehen sollen und auch andere irritierende Phänomene von Besuchern auch in der Umgebung der Burg berichtet worden sein sollen. Eine historische Figur konnte bisher nicht sicher identifiziert werden. Der Volksmund berichtet, dass sie ein Todesbote sein soll für den, dem sie erscheint.[32][33][34][35] Das Thema wurde auch im 19. Jahrhundert literarisch verarbeitet von Edward Montague.[36]
- Die Ruine Okehampton Castle soll von einer Lady Howard heimgesucht werden, die drei ihrer Ehemänner und zwei ihrer Kinder ermordet haben soll. Sie ist verflucht, dort Grashalme bis auf den letzten Halm zu sammeln bzw. den Untergang der Welt abzuwarten, um endlich ihren Frieden zu finden. Ein historisches Korrelat zu der Geschichte, die auch in einer volkstümlichen Ballade ihren Niederschlag gefunden hat, gibt es nicht.[37]

### Verwandte Gestalten
- Winselmutter (auch Klagemutter), deutsche Sagengestalt
- Banshee, irische Mythologie
- Gwrach y Rhibyn, walisische Mythologie
- Mallt-y-Nos, walisischen Mythologie
- Cailleach, irische, schottische Mythologie

## Literarische Gestaltung
Die von den Sagensammlern des 19. Jahrhunderts zusammengetragenen lokalen Berichte über Erscheinungen weißer, schwarzer und grauer Frauen und Fräuleins sind fast unüberschaubar und zu fast jedem nennenswerten Schloss lässt eine solche Sage sich finden.
Aber auch literarisch wurde im 19. Jahrhundert die Sage vielfach gestaltet, zunächst in der Werken der Unterhaltungsliteratur:
- Wilhelm Adolf Lindau Die weiße Frau. Eine Geschichte aus der Ritterzeit. (Leipzig 1811)
- Friedrich August Schulze Gespenstergeschichten (Bd. 1, Berlin 1818)
- Karoline von Woltmann Die weiße Frau (Hamburg 1832)
- Friedrich Lienhard Die weiße Frau (Dresden 1889)

Im motivverwandten Drama Die Ahnfrau von Franz Grillparzer weist die titelgebende Gestalt Bezüge zur Weißen Frau auf und in dem Stauferdrama Kaiser Heinrich der Sechste von Christian Dietrich Grabbe erscheint die Weiße Frau auf der Burg Heinrichs des Löwen in Braunschweig.
Auch die lyrischen Gestaltungen sind zahlreich, zu nennen sind:
- Christian zu Stolberg-Stolberg Die Weiße Frau (Balladenzyklus, 1814)
- Ferdinand Freiligrath Die weiße Frau[39]
- Emanuel Geibel Im Grafenschlosse[40]

Gero von Wilpert wies darauf hin, dass die Weiße Frau im Werk Theodor Fontanes zwar nie im Zentrum steht, ansonsten aber vielfach gegenwärtig ist. So erzählt Fontane in Vor dem Sturm die Geschichte der Wangeline von Burgsdorff, die ein Hoffräulein von Dorothea, der zweiten Frau des Großen Kurfürsten, gewesen sein soll. Dorothea stand im Ruf einer bösen Stiefmutter, die um ihrer eigenen Kinder willen vor Giftanschlägen auf die Prinzen aus erster Ehe nicht zurückschreckte. Dann aber doch: von Reue befallen, befahl sie ihrem Hoffräulein, eine bereits deponierte vergiftete Frucht vom Bett des Erbprinzen zu entfernen. Doch das Fräulein ließ sich, als sie in leichte weiße Gewänder gehüllt durch die Gänge eilte, von einem Kavalier aufhalten, gerade lange genug, um den Erbprinzen dem Tod auszuliefern. Daher muss sie nun als Warnerin aus dem Jenseits nachholen, was sie im Diesseits versäumte. Warum dann die Giftmörderin Dorothea nicht zum jenseitigen Strafdienst verurteilt wurde, verschweigt die Sage.
Und in einem fragmentarischen Gedicht „Wangeline von Burgsdorf, oder Die weiße Frau“ fasst Fontane die Sage der Weißen Frau der Hohenzollern noch einmal in lyrischer Verknappung zusammen:
Das ist die Sage: und will Gefahr

Die Hohenzollern umgarnen,

Da wird lebendig ein alter Fluch,

Die weiße Frau im Schleiertuch

Zeigt sich, um zu warnen.

Sie kommt dreimal, geht um dreimal,

Zögernder immer und trüber,

Die Wache ruft ihr Halt-Werda nicht mehr,

Sie weiß, den Gast schreckt kein Gewehr; –

Der Schatten schreitet vorüber.

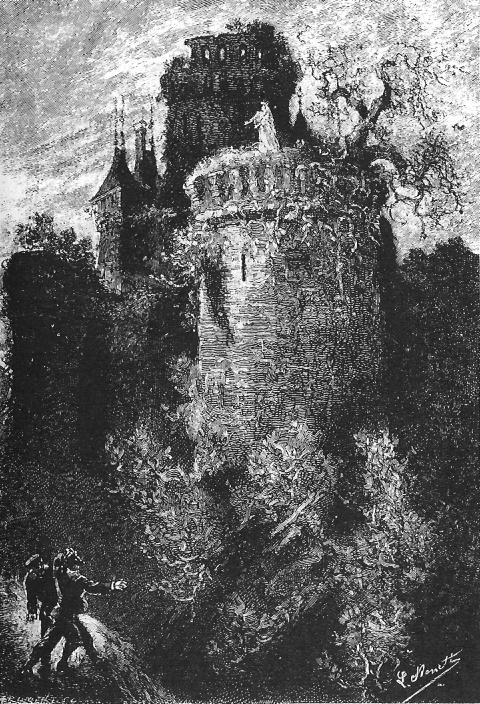
Erscheinung auf den Zinnen eines Schlosses (Illustration zu Das Karpatenschloss von Jules Verne)

In dem 1860 erschienenen Roman Die Frau in Weiß (The Woman in White) von Wilkie Collins erweist sich die titelgebende geheimnisvolle Gestalt letzten Endes nicht als Gespenst. Auch die Erscheinung einer weißgekleideten Gestalt der toten Opernsängerin La Stilla auf der Bastion des titelgebenden Karpatenschlosses von Jules Verne erweist sich nicht als echtes Gespenst, sondern vielmehr als Anwendung (damals) futuristischer Technik: eine Kombination aus Abspielen einer Tonaufnahme mit der gleichzeitigen Projektion eines Bildes erweckt den Eindruck einer gespenstischen Erscheinung.
E. Marlitt hat das Thema in ihrem 1885 veröffentlichten Roman Die Frau mit den Karfunkelsteinen aufgegriffen.

## Moderne Rezeption

### Musik

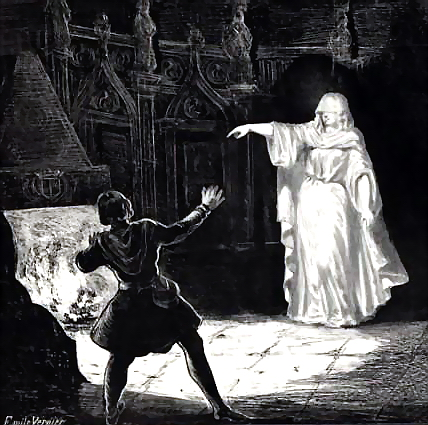
Erscheinung der Weißen Frau in der Oper La dame blanche

Die im Titel der Opéra-comique La dame blanche von François-Adrien Boieldieu (uraufgeführt 1825) erscheinende Weiße Frau geht auf Motive von Walter Scott zurück. Am Ende der Oper stellt sich das vermeintliche Gespenst aber als Wesen von Fleisch und Blut heraus.
Die Vorlage von Wilkie Collins wurde mit der Musik von Andrew Lloyd Webber im Jahr 2004 als Musical The Woman in White uraufgeführt.
Die Band Silverlane hat 2010 auf ihrem Album Above The Others die Geschichte der Weißen Frau auf der Plassenburg in Form von vier zusammenhängenden Musikstücken, The White Lady Part I bis IV, vertont.
Die Black-Metal-Band Carach Angren hat 2008 das Konzeptalbum Lammendam veröffentlicht, welches von der Weißen Frau handelt.

### Film
- Im Horrorfilm The Terror – Schloß des Schreckens aus dem Jahr 1963 stellt die beschriebene Legende ein Hauptmotiv dar.
- In der Kinder- und Jugendserie Frankensteins Tante von 1987 ist Mercedes Sampietro in der Rolle der Weißen Frau zu sehen.
- 1988 spielte Daryl Hannah im Kinofilm High Spirits eine Weiße Frau.
- In Folge 1 der Serie Supernatural dreht sich die Handlung um eine sogenannte Woman in White. Diese wird dort jedoch als bösartig eingestuft und teilt sich lediglich einen ähnlichen Namen mit der weißen Frau.
- Die aus zwei Staffeln bestehende Webserie Ebersberg dreht sich um die weiße Frau im Ebersberger Forst.

### Von der Weißen Frau zur Phantom-Anhalterin
In urbaner Legende und moderner Sage erfuhr die Weiße Frau eine Transformation, vor allem in Hinblick auf ihr Aussehen, insofern sie in urbanen Legenden nicht mehr in weißer Kleidung erscheint. Mit der Bezeichnung „Weiße Frau“ werden heute manche Berichte vom geheimnisvollen Erscheinen und Verschwinden einer weiblichen – aber nicht unmittelbar bedrohlichen – Gestalt verknüpft. Sofern ein Hintergrund bekannt ist oder vermutet wird, ist es der Bereich bürgerlicher Tragik (Kindsmord, Vergewaltigung, andere Verbrechen oder Verkehrsunfälle).
Typisch sind in diesem Zusammenhang heutige Legenden von der „Phantom-Anhalterin“: Eine zunächst normal erscheinende Autostopperin wird mitgenommen, verhält sich auffällig oder unauffällig und verschwindet während der Fahrt spurlos. Das für Deutschland bekannteste Beispiel – das sich auch in der englischen Literatur findet – ist die Weiße Frau vom Belchentunnel (im südlichen Baselbiet) aus den 1980er Jahren. Der Belchentunnel gilt als eine äußerst gefährliche Straße mit Serien von schweren Unfällen. Auch bei der weißen Frau, die nahe der Hubertuskapelle im Ebersberger Forst Autofahrern als Anhalterin erscheinen soll, soll es sich um das Opfer eines Verkehrsunfalls mit Fahrerflucht handeln. In der niedersächsischen Stadt Celle wird ebenfalls über eine „Weiße Frau“ berichtet, die auf der Landstraße 282 ihr Unwesen treiben soll.
Aus dem Südosten Englands (Kent) wird von der A229 road, einer autobahnähnlich ausgebauten Schnellstraße zwischen Chatham und Maidstone in der Nähe der Ortschaften Burham und Blue Bell Hill, Ähnliches berichtet. Auf der Vorgängerstraße – der nur noch teilweise erhaltenen heute so genannten „Old Chatham Road“, heute ersetzt durch die A229 – in der Nähe zur Gaststätte „Lower Bell“ starb im November 1965 eine junge Frau (Susan Browne; laut anderen Quellen ihre Beifahrerin Judith Lingham) am Vorabend zu ihrer Hochzeit infolge eines schweren Verkehrsunfalles, bei dem auch zwei weitere der insgesamt vier Insassen starben. Es wurde berichtet, dass sie gelegentlich vorbeifahrenden Autofahrern – meist in der dunklen Jahreszeit (Herbst und Winter) bei sehr schlechtem Wetter tief in der Nacht als weißgekleidete Anhalterin erscheint. Auch eine andere historische Gestalt wird mit dieser Phantomanhalterin in Verbindung gebracht, nämlich eine gewisse Emily Trigg, die im Jahre 1916 im Juli wohl einem Sexualmord zum Opfer fiel. Ihr Skelett wurde 6 Wochen später am Straßenrand gefunden und auf dem Friedhof in Burham beigesetzt, was sich in Übereinstimmung mit den Erscheinungen im Juli befindet. Der mutmaßliche Mörder konnte – wohl auch durch Schlampigkeit in der Polizeiarbeit – nie identifiziert oder dingfest gemacht werden. Beiden Frauen ist ihr Status als „bride to be“ gemeinsam, also Frauen, die kurz vor ihrer Hochzeit verstarben. Der Heimatforscher Sean Tudor, der diese Geschehnisse intensiv recherchiert und auch die Geschichte der Gegend erforscht hat, vermutet, dass die Gegend um Blue Bell Hill, das in alten Quellen unter dem Namen Burham als Ortsteil dieser Gemeinde geführt wird und erst im 20. Jahrhundert den heutigen Namen erhielt, schon zu keltischer Zeit mystische Bedeutung hatte. Es soll dort zahlreiche Steinmonumente und Kultstätten gegeben haben, so dass auch die Phantomanhalterinnen als eine moderne Fortsetzung alter möglicherweise vorchristlicher Volksmythen gesehen werden können.
Ähnliche Berichte gibt es auch aus den USA (Maryland, Illinois) sowie aus Südafrika und Simbabwe. Teilweise beruhen sie wiederum auf tatsächlichen menschlichen Schicksalen.
In seltenen Fällen wird auch von Kindern als Phantomanhaltern berichtet; so in einem Fall aus Oklahoma im Winter 1965, als eine junge Frau einen kleinen Jungen mitnahm, der in einer unwegsamen Wildnis am Straßenrand wieder ausgesetzt werden wollte. Dies soll sich im Jahre 1936 an derselben Stelle schon einmal ereignet haben.